# Sabino (kommun)
Sabino är en kommun i Brasilien.   Den ligger i delstaten São Paulo, i den södra delen av landet, 700 km söder om huvudstaden Brasília. Antalet invånare är 5 226.
Följande samhällen finns i Sabino:
- Sabino

Trakten runt Sabino består i huvudsak av gräsmarker. Runt Sabino är det glesbefolkat, med 13 invånare per kvadratkilometer.